# Бальмина, Рита Дмитриевна
Ри́та Дми́триевна Бальмина́ (род. в 1958, Одесса) — русская писательница и поэтесса.
Училась в Одесском художественном училище им. М. Б. Грекова и Харьковском художественно-промышленном институте. В конце 1980-х гг. активно участвовала в неофициальной литературной жизни Одессы. Участница антологии «Вольный город», изданной в Одессе в 1991 году. С 1990 г. в Тель-Авиве, держала литературный салон. Член Союза писателей Израиля и Международного ПЕН-клуба.
В Израиле изданы четыре книги стихов: «Закрытие Америки» (1993), «Флорентин, или Послесловие к оргазму» (1996), «Стань раком» (1998), «Небесный отчим» (2022).
Лауреат литературной премии имени Довида Кнута (1995).
Лирика Бальминой первой половины 1990-х связана как с любовными переживаниями, так и с мотивами оторванности от Родины, сложного привыкания к новой стране:
Все двери давно закрыты,
Двуногие спят в тепле.
Дворняга по кличке Рита
Прижалась к чужой земле.
Ни шороха и ни звука.
И думает вслух она:
«Бездомная злая сука,
Не вой на меня, луна!»
Бальмина много обращалась к сонетной форме — «Лунная корона», пробовала себя и в сочинении хайку, довольно далеко отклоняющихся от жанрового канона:
Шпили чужого бога
проткнули сизое небо.
Нас осенило осенью.
Ко второй половине 1990-х сфера творческих интересов Бальминой смещается в сторону эротической поэзии все более и более откровенного свойства, из-за чего вокруг её имени создалась скандальная атмосфера. Между тем эротика Бальминой не лишена изящества и изобретательности:
Для ночи догола раздета
Луна — бесплатная блудница —
На бледный пенис минарета
От вожделения садится…
С 2000 г. Бальмина живёт в США, публикует свои произведения в журналах «Слово-Word», «Побережье», «Членский», «Дети Ра», «Зеркало», «Крещатик» «Интерпоэзия», «Иерусалимский Журнал», «Дружба народов». В журнале «Черновик» публикует свои тексты в жанре визуальной поэзии. Лауреат премии журнала «Дети Ра» за 2004 год, этом же году её стихи вошли в антологию «Освобождённый Улисс». В 2005 году в США вышла её новая книга «Из бранного». В 2007 году Рита Бальмина была номинирована на Бунинскую премию (лонг-лист). В 2008 в Москве были изданы её книги «Недоуменье жить» и «Бал мин».
В сентябре 2021 года Союзом писателей Израиля ей была присвоена премия им. Давида Самойлова, а в декабре 2022 года была издана ее новая книга «Небесный отчим».